# Callados como muertos
Callados como muertos es una obra de teatro en tres actos, el segundo dividido en dos cuadros, de José María Pemán, estrenada en 1952.

## Argumento
A través de la obra pretende transmitir un mensaje de fraternidad en la sociedad actual, egoísta y lejana, y ello a través de personajes bondadosos, que pueden llegar a tener que sacrificar sus vidas. Ejemplo de dignidad lo da el personaje de Martín, diplomático que se mantiene fiel a sus principios y a sus valores morales, frente a las adversidades, que surgen tras contraer matrimonio con una mujer que combatió en las filas derrotadas en la Guerra. La disyuntiva se le plantea cuando por azares profesionales se enfrenta al expediente del examante de su esposa. Martín debe escoger entre su conciencia moral en defensa del hombre o su egoísta indiferencia y opta por lo primero.

## Representaciones destacadas
- Teatro (Teatro Lara, Madrid, 8 de febrero de 1952, Estreno).
  - Dirección: Conrado Blanco.
  - Intérpretes: Rafael Rivelles, Elvira Noriega, Amparo Martí, Mariano Azaña, Pastora Peña, Francisco Pierrá, Luisa Rodrigo, Antonio Casas, Joaquín Escola.